# Fleury-devant-Douaumont
Fleury-devant-Douaumont település Franciaországban, Meuse megyében. Lakosainak száma 0 fő (2022. január 1.). Fleury-devant-Douaumont Belleville-sur-Meuse, Bras-sur-Meuse, Eix, Verdun és Douaumont-Vaux községekkel határos.

## Népesség
A település népességének változása:
| Lakosok száma | 5    | 4    | 5    |      |      |      |      |      |      |      |
|               | 1968 | 1982 | 1990 | 2006 | 2013 | 2015 | 2017 | 2019 | 2020 | 2022 |